# Bundeszentralbehörde
Die Bundeszentralbehörde (auch Bundes-Zentralbehörde; bis 1838 Zentraluntersuchungsbehörde oder Zentral-Untersuchungsbehörde genannt) war eine Behörde des Deutschen Bundes. Sie hatte ihren Sitz in Frankfurt am Main und bestand von 1833 bis 1848, stellte ihre Tätigkeit aber bereits 1842 ein. Sie stand für die zweite Welle der Demagogenverfolgungen im Vormärz.

## Hintergrund und Aufgabe

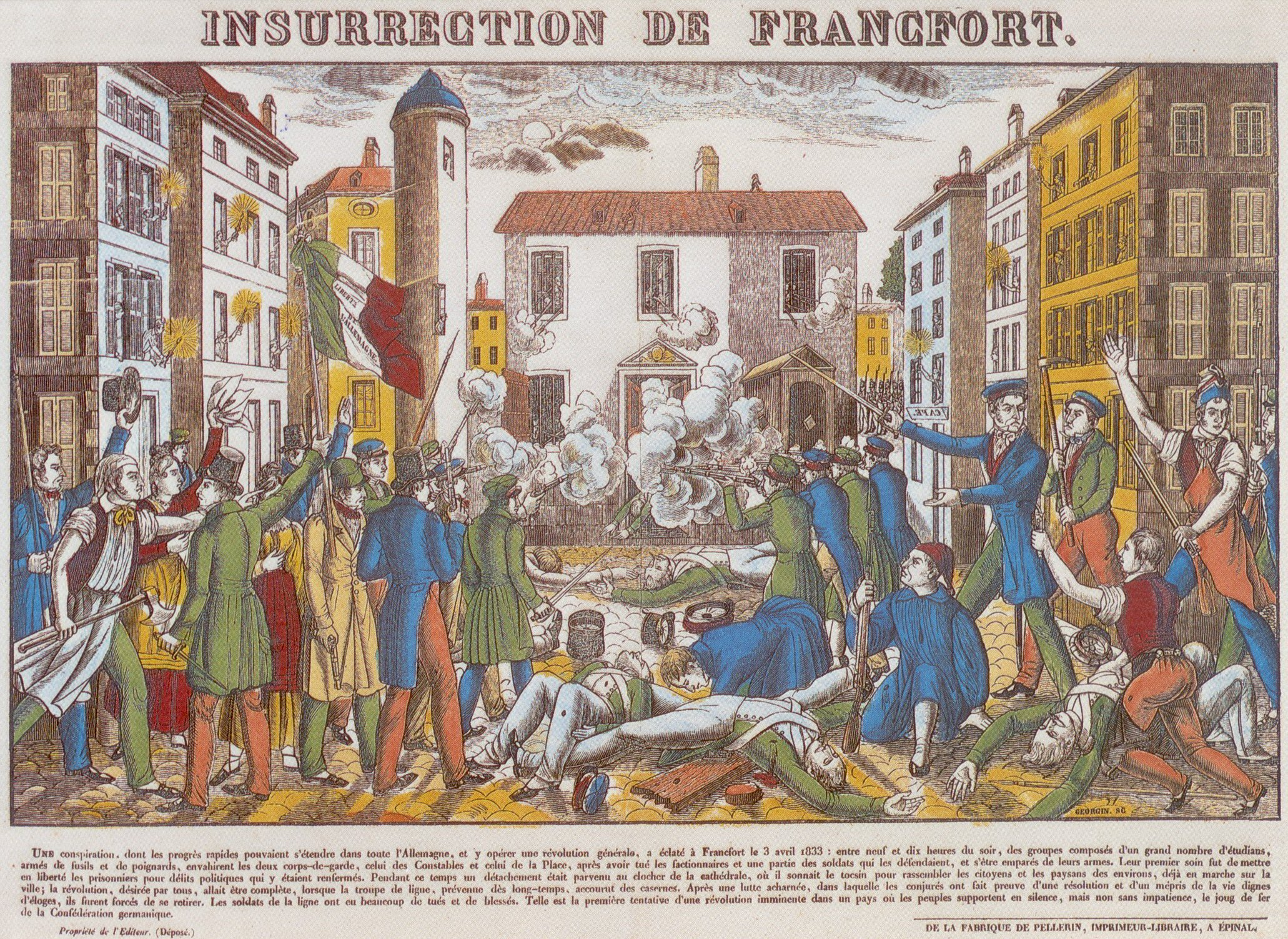
Der Frankfurter Wachensturm (1833) führte zur Gründung der Bundeszentralbehörde

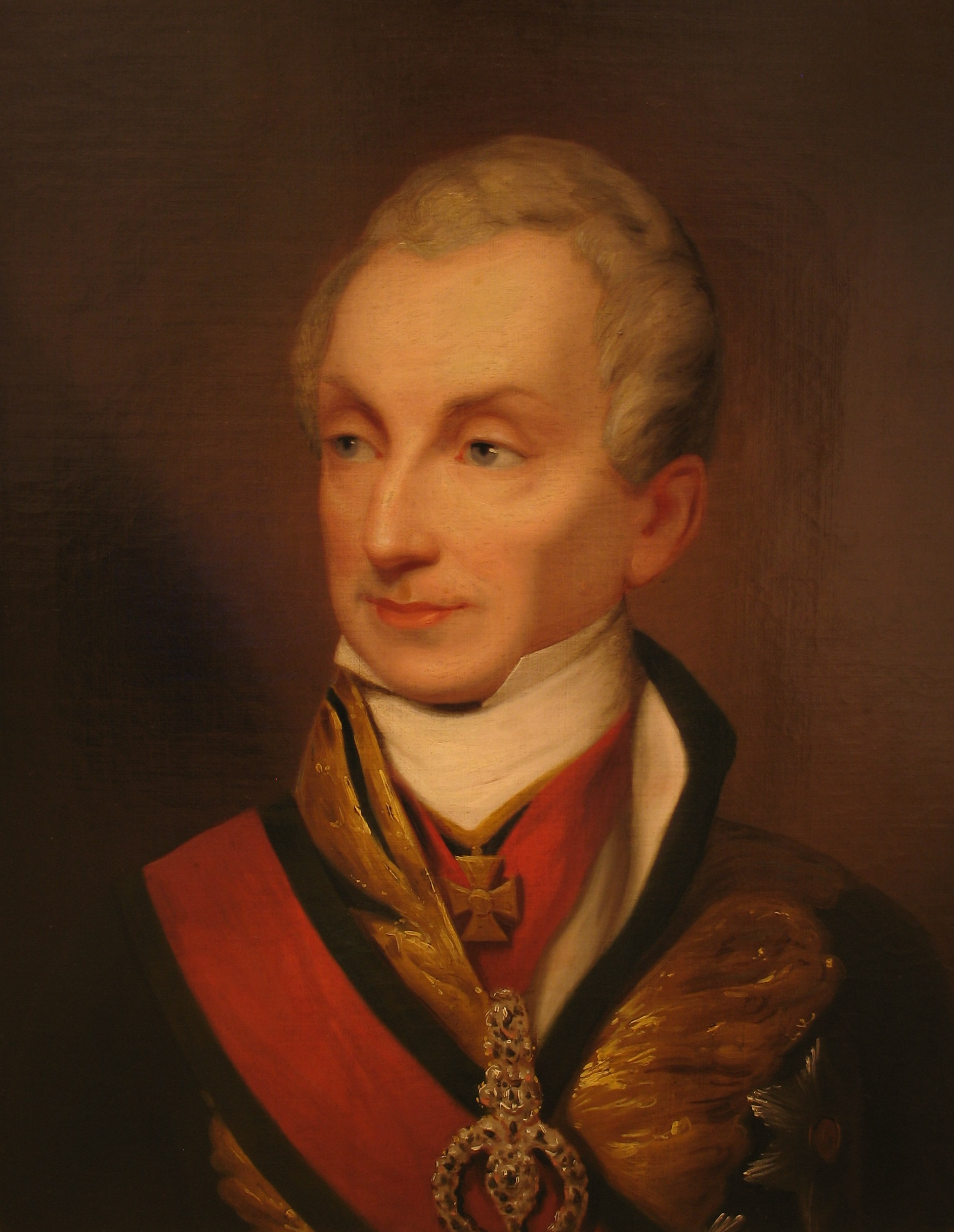
Der österreichische Staatskanzler Metternich als Initiator der Behörde

Nach den Karlsbader Beschlüssen war 1819 die Mainzer Zentraluntersuchungskommission entstanden. Zu Beginn der 1830er Jahre kam es im Gefolge der Julirevolution auch im Gebiet des deutschen Bundes zur Wiederbelebung der liberal und national orientierten Oppositionsbewegung. Besonders das Hambacher Fest (1832) und der Frankfurter Wachensturm (1833) waren für die Regierungen der Mitgliedsstaaten des Deutschen Bundes und die Bundesversammlung Anlass, die politische Repression wieder zu verstärken, die nach dem Höhepunkt der Demagogenverfolgung nach der ersten Hälfte der 1820er Jahre allmählich nachgelassen hatte. 
Der österreichische Staatskanzler Metternich gab den Kurs mit seiner Äußerung vor: „Wir werden in Deutschland zum Zuschlagen kommen.“ In der Folge wurde das gemeinsame Vorgehen gegen die Opposition der beiden Großmächte Preußen und Österreich koordiniert. Selbst aus den konstitutionellen südwestdeutschen Staaten kamen Forderungen nach einer besseren Zusammenarbeit der Polizeibehörden über einzelstaatliche Grenzen hinweg. Außerhalb der Bundesorgane bildete sich 1832 ein südwestdeutscher „Sicherheitsverein“ aus Vertretern Badens, Hessen-Darmstadts und Württembergs. Kurz darauf wurde auch der Bundestag aktiv und erließ am 5. Juli 1832 das sogenannte Maßregelgesetz. Dieses führte strengere Zensurmaßnahmen gegen die Presse ein, Verbot alle politischen Vereine und Parteien sowie alle entsprechenden Symbole. Hinzu kamen Bestimmungen, die sich gegen die Abgeordneten in den Landesparlamenten richteten. Noch verschärft wurden diese Beschlüsse durch die Beratungen der Wiener Ministerkonferenzen von Januar bis Juli 1834. Ihr Ergebnis waren die „Wiener Geheimen Sechzig Artikel,“ die so brisant waren, dass sie die Bundesversammlung nur teilweise veröffentlichen ließ.
Zur Umsetzung der Beschlüsse der Bundesversammlung und der Ministerkonferenz wurden in den Einzelstaaten die politische Polizei ausgebaut und in Frankfurt im Juni 1833 die Zentraluntersuchungsbehörde eingerichtet. Anlass war der Frankfurter Wachensturm am 3. April 1833, den sie untersuchen sollte. Sie bestand aus fünf Richtern und ihren Ministerialreferenten, die die fünf Mitgliedstaaten entsandten: das Kaisertum Österreich, die Königreiche Preußen, Bayern und Württemberg und das Großherzogtum Hessen.
Die Behörde hatte die Aufgabe „die näheren Umstände, dem Umfang in den Zusammenhang des gegen den Bestand des Bundes und gegen die öffentliche Ordnung in Deutschland gerichteten Komplott“ aufzudecken. Die Einrichtung war kein Gericht, sondern eine staatspolizeiliche Verfolgungsbehörde, die vor allem Informationen über Oppositionelle sammelte und sie zur Verhaftung und Aburteilung an die Einzelstaaten weiterleitete. Umgekehrt erhielt sie Informationen von den Gerichten in den Bundesstaaten und gewann so ein Gesamtbild der politischen Situation. Kein politisches Landesgerichtsverfahren in den Einzelstaaten konnte beendet werden, bevor sie nicht das Ergebnis ihrer Ermittlungen nach Frankfurt weitergemeldet hatte. Untersuchungshäftlinge durften nicht auf freien Fuß gesetzt werden, ehe die Zentraluntersuchungsbehörde selbst ihre Ermittlungen eingestellt hatte.
Im Streit um die Vorherrschaft in Deutschland war sie bald ein Zankapfel unter den beteiligten Staaten. Bereits 1835 versuchten das Großherzogtum Baden, dann auch Bayern und Hessen-Darmstadt, die zu teure Behörde wieder aufzulösen. Metternich schlug stattdessen die Einrichtung eines Zentralinformationsbüros nach dem Mainzer Muster vor. Die Pläne scheiterten am Einspruch Preußens, das die Arbeit der Behörde noch nicht als erledigt ansah, und am Attentat auf den französischen König Louis-Philippe I. am 28. Juli 1835.
1836 versuchte Badens neuer Außenminister Friedrich von Blittersdorf statt der Behörde eine zentrale Bundespolizei einzurichten. Metternich stimmte zu, scheiterte aber wieder an der Ablehnung Preußens. 1838 warb Metternich für eine „Justizkommission“; im Grunde aber hatte sein Lieblingsprojekt nur einen neuen Namen bekommen. Preußen stimmte in der Hoffnung zu, bei der auf drei Amtsträger verkleinerten Behörde mit Österreich den Ton angeben zu können. Hingegen hatte sich Bayern bereits 1837 gegen jede Veränderung an der Behörde gestellt; aus Furcht vor Ausgrenzung blockierte es die Initiative.
Preußens neuer (liberalerer) König Friedrich Wilhelm IV. schränkte 1840 die Demagogenverfolgung ein und erließ im August 1840 eine Kabinettsorder, die Behörde schnellstmöglich aufzulösen. Österreich war gegen die Auflösung, weil die Umtriebe fortbestünden und sich eine nur vertagte Behörde im Bedarfsfall schnell wieder einrichten ließe. Die Bundesversammlung entschied zwei Jahre später zu Gunsten Österreichs. Die Bundeszentralbehörde wurde im August 1842 vertagt, blieb formell aber bis 1848 erhalten.

## Bekannte Personen

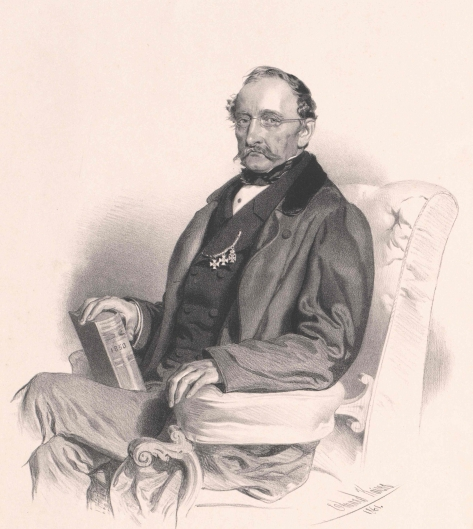
Präsident Adolf Pratobevera von Wiesborn

Das Präsidium lag für die ganze Dauer der Behörde bei Österreich. Die beiden Präsidenten waren:
- 1833–1838: Friedrich Moritz von Wagemann (1778–1855)
- 1838–1842: Adolf Pratobevera von Wiesborn (1806–1875)

Aus den Ländern entsandte Richter der Bundeszentralbehörde, sog. Demagogenverfolger:
- Bayern
  - 1833–1838: Arnold von Heinrichsen († 1838)
  - 1838–1842: Oberappellationsgerichtsrat von der Becke (Schwiegersohn von Sebastian von Schrenck)

- Hessen:
  - 1833: Karl von Preuschen (1781–1856)
  - 1833–18??: Oberappellations- und Kassationsgerichtsrat von Hombergk

- Preußen:

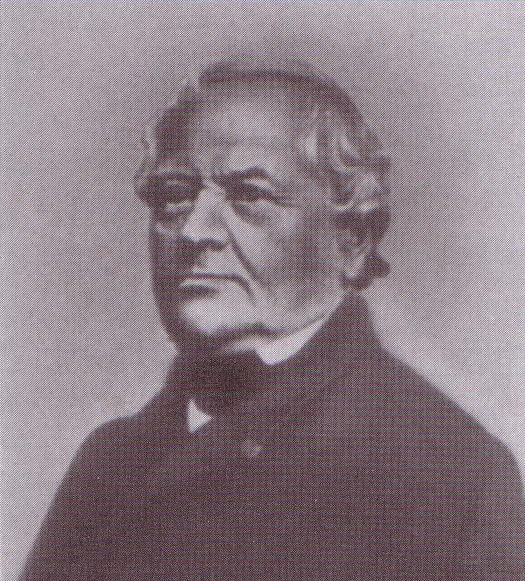
Kommissar Franz August Eichmann

  - 1833–1835: Franz August Eichmann (1793–1879), Kommissar
  - 1835–1838: Kammergerichtsrat Matthis
  - 1838–1840: Heinrich von Strampff (1800–1879)
  - 1840–1842: Kammergerichtsrat von Brauchitsch

- Württemberg:
  - 1833–1836: Heinrich von Prieser (1797–1870)
  - 1836–1839: Geheimer Justizrat von Breitschwert

Weitere Personen, die in der Bundeszentralbehörde gearbeitet haben:
- 1834–1842: Friedrich Hoffstadt (1802–1846), Aktuar

## Nachlass
Erhalten sind 315 Sitzungsprotokolle mit über 7.300 Paragraphen und das Gesamtinkulpatenverzeichnis; das „Schwarze Buch“.

## Das Schwarze Buch

Titelblatt des Schwarzen Buches

Das Schwarze Buch trägt den ausführlichen Titel Alphabetisches Verzeichnis derjenigen Personen, gegen welche nach den Acten der Centralbehörde bezüglich revolutionärer Umtriebe im Untersuchungswege eingeschritten worden ist. Abgeschlossen den 8. August 1838 durch die Bundes-Zentralbehörde in Frankfurt a. M., vervollständigt bis 5. Sept. 1842 und wird im Bundesarchiv aufbewahrt. Das Schwarze Buch erschien 1838 mit 1867 gelisteten Personen; es umfasst mit seinem Nachtrag (1842) insgesamt 2.140 Personen, die von 1830 bis 1842 wegen politischer Vergehen gerichtlich in Erscheinung getreten waren. Das Verzeichnis ging nie in den praktischen Gebrauch der Polizeibehörden über.
Unter jeder  Nummer wurden festgehalten: Namen und Stand, Alter, Geburtsort, Aufenthaltsort, Verhaftung, Untersuchungsbehörde, Gegenstand sowie Lage der Untersuchung.

Eintrag Nr. 1455: Der verfolgte Friedrich Schlutter war wegen seiner „Teilnahme an der Jenaer Burschenschaft“ auf der Flucht.

Eintrag Nr. 209: Der Tod des Revolutionärs Georg Büchner in Zürich 1837 wurde festgehalten.

Bekannte Personen mit Eintrag im Schwarzen Buch (Auswahl):
| - Nr. 3, 4: Johann Philipp Abresch - Nr. 8: Heinrich Ahrens - Nr. 24: Friedrich Anders - Nr. 25: Karl Andree - Nr. 31: Aegidius Rudolph Nicolaus Arntz - Nr. 37: Berthold Auerbach - Nr. 45: Joseph Bader - Nr. 53: Christian Bansa - Nr. 56: Carl Theodor Barth - Nr. 65: Hermann Bauer - Nr. 70: Melchior Philipp Karl Baumann - Nr. 76: Christian Ulrich Beccau - Nr. 81: August Becker - Nr. 84: Johann Philipp Becker - Nr. 88: Karl Behlen - Nr. 90: Hermann Behn-Eschenburg - Nr. 92: Wilhelm Joseph Behr - Nr. 93: Alfred von Behr - Nr. 115: Wilhelm Heinrich Bertling - Nr. 124: Franz Anton Bicking - Nr. 126: Maximilian von Biegeleben - Nr. 149: Ludwig Bogen - Nr. 152: Pompejus Bolley - Nr. 160: Prosper Bracht - Nr. 182: August Breidenstein - Nr. 192: Moriz Adolph Briegleb - Nr. 201: Karl Heinrich Brüggemann - Nr. 209: Georg Büchner - Nr. 217: Karl Bunsen - Nr. 218: Gustav Bunsen - Nr. 244: Karl von Closen - Nr. 253: Wilhelm Cornelius | - Nr. 256: Friedrich August Crämer - Nr. 291: Friedrich Deidesheimer - Nr. 294: Carl Heinrich Dettmer - Nr. 296: Carl Johann Ludwig Dham - Nr. 300: Ernst Dieffenbach - Nr. 302: Conrad Ludwig Diehl - Nr. 324: Eduard Jakob Doetsch - Nr. 335: Maximilian Duncker - Nr. 341: Eduard Wilhelm Eberts - Nr. 350: Johann Friedrich Eich - Nr. 351: Carl Wilhelm Eichel - Nr. 360: Gottfried Eisenmann - Nr. 365: Moritz Elsner - Nr. 372: Theodor Engelmann - Nr. 385: Peter Eymann - Nr. 424: Johannes Fitz - Nr. 431: Heinrich Christian Flick - Nr. 437: Franz Chassot von Florencourt - Nr. 440: Franz Fraas - Nr. 460: Ludwig Frey - Nr. 461: Johann Christoph Freyeisen - Nr. 462: Friedrich Wilhelm Fricke - Nr. 465: Adam Friedreich - Nr. 489: Joseph Heinrich Garnier - Nr. 494: Ferdinand Geib - Nr. 504: Julius Alhard Gelpke - Nr. 512: Guido Gerlach - Nr. 518: Johann Matthias Gierse - Nr. 529: Joseph Glaubrech - Nr. 533: Gustav Glubrecht - Nr. 535: Christian Wilhelm von Glück - Nr. 544: Adolph Goeden | - Nr. 547: Wilhelm Götte - Nr. 548: Lorenz Goetz - Nr. 559: Hermann Grashof - Nr. 569: Johann Gros - Nr. 574: Ernst Ludwig Große - Nr. 584: Hermann Günther - Nr. 586: Johannes Guittienne - Nr. 589: Gustav Adolf Gulden - Nr. 592: Friedrich Haase - Nr. 594: Ludwig Haberkorn - Nr. 602: Gustav von Hagenow - Nr. 607: Nikolaus Hallauer - Nr. 611: Theodor Wilhelm Georg Hallwachs - Nr. 619: Georg David Hardegg - Nr. 633: Peter Haßlacher - Nr. 636: Heinrich Hattemer - Nr. 651: Heinrich Heinkelmann - Nr. 664: Jakob Henle - Nr. 670: Adolf Ernst Hensel - Nr. 673: Philipp Hepp - Nr. 680: Wilhelm Herrlinger - Nr. 704: Maximilian Heyß - Nr. 716: Johann Heinrich Hochdörfer - Nr. 723: Friedrich Wilhelm Hoeninghaus - Nr. 727: Wilhelm Hoffbauer - Nr. 729: Ernst Ewald Albert Hofferichter - Nr. 740: Friedrich Hofmann - Nr. 748: Arnold Ludwig von Holtzbrinck - Nr. 755: Hermann von der Hude - Nr. 758: Wilhelm Hülsemann - Nr. 764: Karl Bernhard Hundeshagen - Nr. 782: Georg Heinrich Gottlieb Jahr | - Nr. 783: Heinrich Karl Jaup - Nr. 787: Hermann Joseph - Nr. 790: Friedrich Siegmund Jucho - Nr. 801: Wilhelm Junkmann - Nr. 819: Carl Heinrich Karcher - Nr. 821: Ernst Friedrich Kauffmann - Nr. 838: Ludwig Franz Kern - Nr. 887: Eduard Emil Koch - Nr. 888: Georg Friedrich Koch - Nr. 915: Philipp Michael Kohlhepp - Nr. 916: Otto Kohlrausch - Nr. 917: Georg Friedrich Kolb - Nr. 932: Ernst Ludwig Koseritz - Nr. 950: Adolf Krauß - Nr. 954: Jakob Kredel - Nr. 958: Franz Jakob Kreuter - Nr. 968: Johann Jakob Kruse - Nr. 972: Eduard Kühlwetter - Nr. 974: Carl Kürschner - Nr. 996: Christian Eduard Langethal - Nr. 999: Georg Johann Theodor Lau - Nr. 1001: Heinrich Laube - Nr. 1024: Wilhelm Lesser - Nr. 1057: August Lüning - Nr. 1066: Traugott Märcker - Nr. 1028: Gustav Wilhelm Lichtenberg - Nr. 1035: Florenty von Lisiecki - Nr. 1037: Bernhard Lizius - Nr. 1042: Rudolf Lohbauer - Nr. 1057: August Lüning - Nr. 1058: Hermann Lüning - Nr. 1136: Friedrich Hermann Moré | - Nr. 1148: Johann Friedrich Emil von Müller - Nr. 1194: Georg Karl Neuner - Nr. 1266: Carl Heinrich Poppenburg - Nr. 1329: Carl Wilhelm Adolph Richter - Nr. 1338: Friedrich Wilhelm Riese - Nr. 1342: Georg Ritter - Nr. 1407: Franz Sausen - Nr. 1455: Friedrich Schlutter - Nr. 1592: Eberhard Soherr - Nr. 1629: Karl Steinberger - Nr. 1687: Ludwig Thudichum - Nr. 1771: Philipp Franz Weigel - Nr. 1839: Ferdinand Wurzer |